# Frontier Airlines

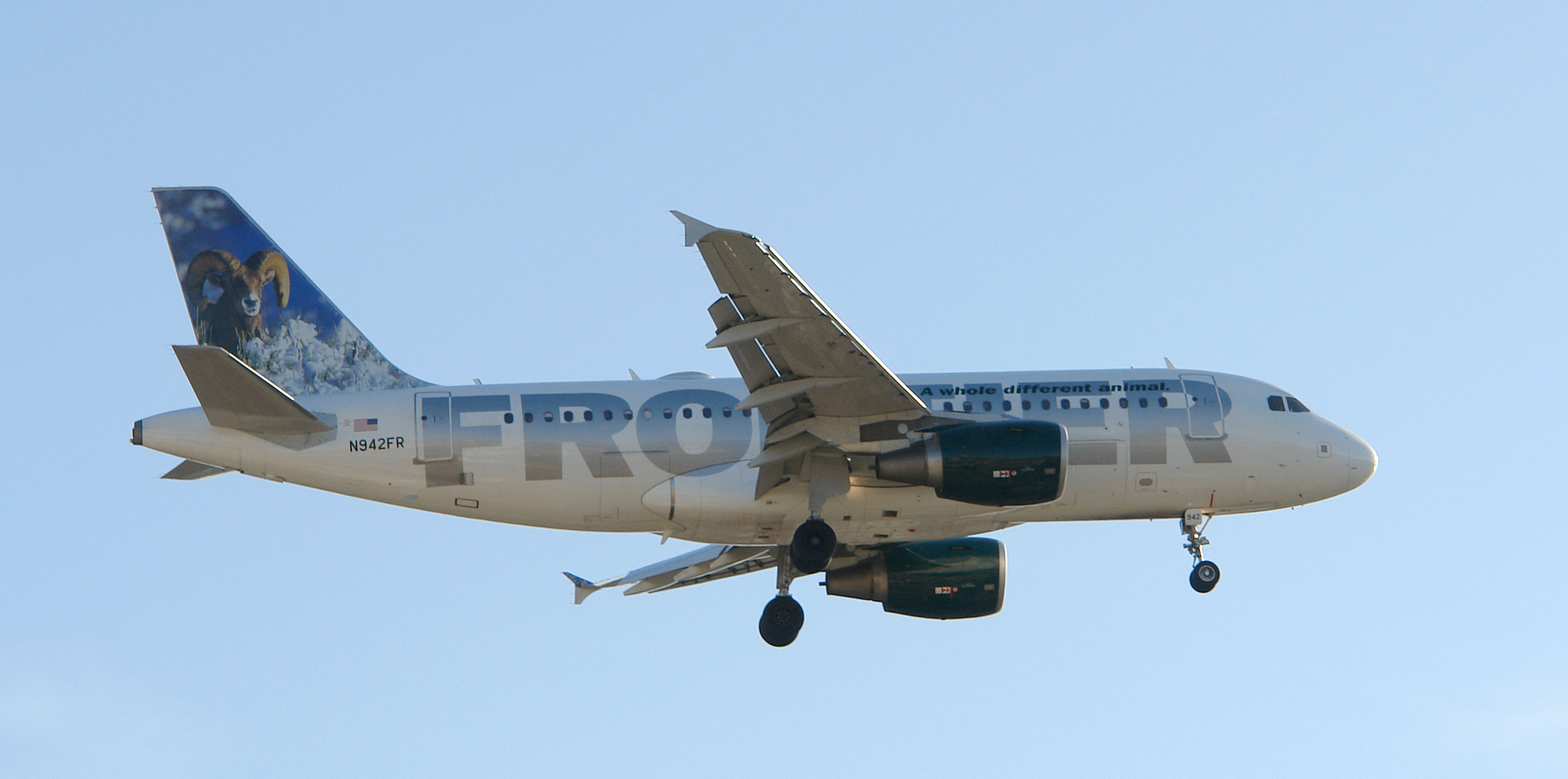
Ett av Frontier Airlines flygplan.

Frontier Airlines är ett stort flygbolag i USA baserad i Denver. Frontier började 1994. Frontier flyger främst Airbus A320-familjen.